# Alphonso Johnson
Alphonso Johnson (ur. 2 lutego 1951 w Filadelfii) – amerykański basista jazzowy. Znany przede wszystkim z występów w zespole Weather Report. Współpracował ponadto m.in. z takimi wykonawcami jak: Chuck Mangione, Michael Jackson, Santana, Phil Collins oraz Steve Hackett.

## Publikacje
- Guitar Styles! Bass: For All Guitarists, 1994, Oxford University Press, ISBN 978-0-19-358914-8